# Kolumny
Kolumny – południowa część miasta Łodzi w dzielnicy Górna. Administracyjnie wchodzi w skład osiedla Stare Chojny. Rozpościera się wzdłuż ulicy Kolumny.
Położene osiedla Kolumny odpowiada lokacji dawnej podłódzkiej wsi Stare Chojny, włączonej do Łodzi 13 lutego 1946.